# Kazunari Watanabe
Kazunari Watanabe (jap. 渡邉 一成, Watanabe Kazunari; * 12. August 1983 in Futaba, Futaba-gun, Präfektur Fukushima) ist ein ehemaliger japanischer Bahnradsportler.

## Sportliche Laufbahn
Kazunari Watanabe ist auf die Kurzzeitdisziplinen im Bahnradsport spezialisiert. Mehrfach belegte er im Teamsprint Podiumsplätze bei Weltcup-Rennen. 2004 errang er in dieser Disziplin Silber in Moskau, ebenso 2005 in Sydney. 2006 folgte Gold bei den Asienspielen in Doha, gemeinsam mit Kazuya Narita und Yudai Nitta. 2008 in Kopenhagen folgte erneut Silber. 2010 belegte er im Teamsprint bei den Asienspielen in Guangzhou Platz zwei, mit Narita und Nitta. Bei den Bahnradsport-Weltmeisterschaften 2011 in Apeldoorn wurde er mit Nitta und Kazuka Amagai Zehnter, im Jahr darauf bei der WM in Melbourne mit Amagai und Seiichiro Nagakawa Vierter. Ebenfalls 2012 wurde er Asienmeister im  Sprint.
2008 startete Watanabe bei den Olympischen Spielen in Peking im Sprint (Platz 12) und im Teamsprint (Platz 6). In London belegte er Platz elf im Keirin und Platz acht im Teamsprint (mit Seiichirō Nakagawa und Yudai Nitta). Auch 2016 wurde er für die Teilnahme an den Olympischen Spielen in Rio de Janeiro nominiert und belegte im Keirin Platz 21.

## Erfolge
2006
- Asienspielesieger – Teamsprint (mit Kazuya Narita und Yudai Nitta)

2009
- Asienmeister – Keirin
- Asienmeisterschaft – Sprint

2010
- Asienmeister – Keirin
- Asienmeisterschaft – Teamsprint (mit Kazuya Narita und Yudai Nitta)
- Asienspiele – Teamsprint (mit Kazuya Narita und Yudai Nitta)

2012
- Asienmeister – Sprint

2013
- Japanischer Meister – Keirin

2014
- Asienmeisterschaft – Teamsprint (mit Seiichirō Nakagawa und Yudai Nitta)
- Asienspiele – Keirin
- Asienspiele – Teamsprint (mit Tomoyuki Kawabata und Seiichirō Nakagawa)
- Japanischer Meister – Sprint, Keirin

2015
- Asienmeisterschaft – Keirin, Teamsprint (mit Yudai Nitta und Kazuki Amagai)

2016
- Asienmeisterschaft – Teamsprint (mit Seiichirō Nakagawa und Kazuki Amagai)

2017
- Asienmeisterschaft – Keirin
- Asienmeisterschaft – Teamsprint (mit Kazuki Amagai und Tomoyuki Kawabata)

2018
- Asienmeisterschaft – Sprint, Teamsprint (mit Tomoyuki Kawabata und Yoshitaku Nagasako)
- Japanischer Meister – Keirin

## Teams
- 2012 Cyclo Channel Tokyo